# Angèle Delaunois
Angèle Delaunois, née à Granville (France) le 17 novembre 1946, est une romancière et auteure pour la jeunesse québécoise. Elle est arrivée au Québec en 1968 et obtient la citoyenneté canadienne en 1976.

## Biographie
Elle a obtenu un baccalauréat en arts plastiques de l'Université du Québec à Trois-Rivières et y travaille ensuite pendant dix ans comme chargée de cours.
Elle a participé à la revue Protégez-vous, en particulier dans leur édition annuelle sur les jouets. Depuis janvier 1998, elle est directrice littéraire des collections destinées à la jeunesse aux Éditions Pierre Tisseyre.
Elle est l'auteure sélectionnée pour représenter son pays, le Canada, pour le prix international bisannuel, le Prix Hans-Christian-Andersen 2022, dans la catégorie Écriture.

## Œuvres
- Le lutin du jardin, L'Isatis, 2004, 33 p. (ISBN 978-2-923234-00-7, OCLC 54415270)
- Grand méchant rhume, L'Isatis, 2004, 32 p. (ISBN 978-2-923234-05-2, OCLC 56490612)
- Envie de pipi, L'Isatis, 2004, 32 p. (ISBN 978-2-923234-06-9, OCLC 56752979)
- Ouille mes oreilles, L'Isatis, 2005, 32 p. (ISBN 978-2-923234-07-6, OCLC 58456591)
- Rots, pets et petits bruits, L'Isatis, 2005, 32 p. (ISBN 978-2-923234-08-3, OCLC 58456583)
- SOS allergies, L'Isatis, 2005, 32 p. (ISBN 978-2-923234-13-7, OCLC 61427606)
- Le pays sans musique, L'Isatis, 2005, 32 p. (ISBN 978-2-923234-04-5, OCLC 58456599)
- Les enfants de l'eau, L'Isatis, 2006, 32 p. (ISBN 978-2-923234-18-2, OCLC 66894258)
- Manger bien, c'est bien mieux, L'Isatis, 2006, 32 p. (ISBN 978-2-923234-14-4, OCLC 61427605)
- Des belles dents tout le temps, L'Isatis, 2006, 32 p. (ISBN 978-2-923234-19-9, OCLC 66894257)
- Poux, puces et compagnie, L'Isatis, 2006, 32 p. (ISBN 978-2-923234-22-9, OCLC 71540800)
- Un vaccin pourquoi faire?, L'Isatis, 2007, 32 p. (ISBN 978-2-923234-28-1, OCLC 84990216)
- Bleus bosses et bobos, L'Isatis, 2007, 32 p. (ISBN 978-2-923234-31-1, OCLC 145430202, BNF 41192253)
- Le mur, L'Isatis, 2007 (ISBN 978-2-923234-29-8, OCLC 228418965)
- La clé, L'Isatis, 2008, 32 p. (ISBN 978-2-923234-37-3, OCLC 232711832, BNF 41371578)
- Pourquoi des lunettes?, L'Isatis, 2008, 32 p. (ISBN 978-2-923234-33-5, OCLC 145430208, BNF 41371531)
- Bonne nuit, beaux rêves, L'Isatis, 2008, 32 p. (ISBN 978-2-923234-34-2, OCLC 212430453, BNF 41371591)
- Peau douce peau propre, L'Isatis, 2008, 32 p. (ISBN 978-2-923234-47-2, OCLC 259247898)
- La demoiselle oubliée : légende québécoise, L'Isatis, 2008, 59 p. (ISBN 978-2-923234-41-0, OCLC 190965557, BNF 41243627)
- Beau sang rouge, L'Isatis, 2009, 32 p. (ISBN 978-2-923234-53-3, OCLC 305107367)
- Attention poison!, Éditions de l'Isatis, 2009, 32 p. (ISBN 9782923234571, OCLC 429726351)
- Le coquillage, Éditions de l'Isatis, 2009, 32 p. (ISBN 9782923234465, OCLC 305107303)

## Honneurs
- 1991 - Prix d'excellence de l'Association des Consommateurs du Québec, Les oiseaux de chez nous
- 1993 - Prix d'excellence de l'Association des professeurs de sciences du Québec, Les Mammifères de chez nous
- 1996 - Canadian Children's Book Centre Choice, Kotik, le Bébé phoque et Nanook et Naoya, les oursons polaires
- 1998 - Finaliste au Prix Christie, La Chèvre de Monsieur Potvin
- 1998 - Prix du Gouverneur général du Canada, section littérature jeunesse-texte, Variations sur un même«t'aime»
- 2022 :  Sélection Prix Hans-Christian-Andersen[1] dans la catégorie Écriture
- 2023: prix Fleury-Mesplet décerné par le conseil d’administration du Salon du livre de Montréal.